# Jérémy Castex

a Compétitions nationales et continentales officielles uniquement.

Dernière mise à jour le 18 juin 2013.
Jérémy Castex, né le 19 août 1981 à Dax, est un joueur français de rugby à XV qui a évolué au poste de pilier au sein du CS Bourgoin-Jallieu, du Castres olympique, de l'US Dax, du RC Narbonne, des London Wasps, de l'USA Perpignan, du Lyon OU et de l'US Oyonnax.

## Biographie
Il réalise des paris sportifs en rapport avec le rugby au cours de la saison 2014-2015. Il est donc sanctionné par la LNR d'une amende de 1 500 euros et à deux semaines de suspension pour « non-respect des obligations relatives aux paris sportifs ».

## Palmarès
- Championnat de France de Pro D2 :
  - Champion (1) : 2014